# Skagen Kommune
Skagen Kommune i Nordjyllands Amt blev dannet ved kommunalreformen i 1970. Ved strukturreformen i 2007 blev den indlemmet i Frederikshavn Kommune sammen med Sæby Kommune.

## Tidligere kommuner
Skagen havde været købstad, men det begreb mistede sin betydning ved kommunalreformen. Den nærmeste sognekommune blev lagt sammen med Skagen købstad og dens landdistrikt til Skagen Kommune:
| Kommune                      | Folketal 1. januar 1970 | Byer   |
| ---------------------------- | ----------------------- | ------ |
| Skagen                       | 11.749                  | Skagen |
| Skagen købstads landdistrikt | 152                     |        |
| Råbjerg                      | 1.790                   | Ålbæk  |
| I alt                        | 13.691                  |        |

## Sogne
Skagen Kommune bestod af følgende sogne, alle fra Horns Herred:
- Råbjerg Sogn
- Skagen Sogn med Hulsig Kirkedistrikt
- Skagen Landsogn

## Borgmestre[4]
| Periode   | Navn                 | Parti                       |
| --------- | -------------------- | --------------------------- |
| 1970-1972 | Poul Møller          | Det Konservative Folkeparti |
| 1972-1974 | Carl Winther         | Det Konservative Folkeparti |
| 1974-1986 | H. Nibe-Hansen       | Venstre                     |
| 1986-1990 | Erik Thomsen         | Socialdemokratiet           |
| 1990-1992 | H. Nibe-Hansen       | Venstre                     |
| 1992-1994 | Inger Støtt          | Venstre                     |
| 1994-2002 | Kurt Kirkedal Jensen | Socialdemokratiet           |
| 2002-2006 | Hans Rex Christensen | Venstre                     |

## Valgresultater
| 6 | 1 | 6 | 3 | 1 |

| 16 |

| 3 | 2 | 8 | 1 | 3 |

| 14 | 3 |

| 4 | 1 | 7 | 1 | 4 |

| 12 | 5 |

| 5 | 1 | 9 | 1 | 1 |

| 14 | 3 |

| 7 | 2 | 1 | 6 | 1 |

| 14 | 3 |

| 7 | 1 | 8 | 1 |

| 14 | 3 |

| 9 | 1 | 5 | 1 | 1 |

| 13 | 4 |

| 10 | 1 | 6 |

| 12 | 5 |

| 7 | 1 | 9 |

| 13 | 4 |